# علیرضا آدینه
علیرضا آدینه (زادهٔ ۱۳۵۳) شاعر اهل ایران است. وی عضو کانون نویسندگان ایران است.

## حرفه و فعالیت‌ها
اولین مجموعه شعر او با نام «لیلاابالی» به‌صورت مشترک با الهه رهرونیا در سال ۱۳۷۹ منتشر شد. پس از آن مجموعه شعرهای «پَرسایش»، «خونمردگی»، «هرابُرزائیتی» و «نافرمانی بدنی» از او منتشر شدند. او از اعضای کانون نویسندگان ایران است و به عنوان یکی از دبیران این کانون فعالیت می‌کند.

## بازداشت
در تاریخ ۹ آذر ۱۴۰، در جریان خیزش ۱۴۰۱ ایران مأموران امنیتی جمهوری اسلامی با یورش به خانهٔ علیرضا آدینه او را بازداشت کرده و به مکان نامعلومی منتقل کرند. همچنین مأموران در حین بازداشت وسایل شخصی او را ضبط کردند.

### آزادی
در تاریخ ۶ دی ۱۴۰۱ علیرضا آدینه و روزبه سوهانی دو عضو کانون نویسندگان ایران به‌قرار وثیقه و به‌طور موقت آزاد شدند.